# Suej-chua
Suej-chua (čínsky pchin-jinem Suīhuà, znaky 绥化) je městská prefektura v Čínské lidové republice. Leží v provincii Chej-lung-ťiang v severovýchodní Číně ve vzdálenosti zhruba sto kilometrů na severovýchod od Charbinu.
V celé prefektuře žilo v roce 2020 tři a tři čtvrtě milionu obyvatel na ploše necelých 35 tisíc čtverečních kilometrů.

## Správní členění
Městská prefektura Suej-chua se člení na deset celků okresní úrovně, a sice jeden městský obvod, tři městské okresy a šest okresů.
| Pej-lin okres · Wang-kchuej okres · Lan-si okres · Čching-kang okres · Čching-an okres · Ming-šuej okres · Suej-ling městský okres · An-ta městský okres · Čao-tung městský okres · Chaj-lun |        |                       |                       |             |                                         |
| Název | Název  | Počet obyvatel (2010) | Počet obyvatel (2020) | Rozloha km² | Hustota zalidnění (obyv. na km²) (2020) |
| český přepis | znaky  | Počet obyvatel (2010) | Počet obyvatel (2020) | Rozloha km² | Hustota zalidnění (obyv. na km²) (2020) |
| Městský obvod |        |                       |                       |             |                                         |
| Pej-lin | 北林区 | 877 114               | 698 025               | 2 757       | 253                                     |
| Městské okresy |        |                       |                       |             |                                         |
| An-ta | 安达市 | 472 826               | 357 535               | 3 619       | 99                                      |
| Čao-tung | 肇东市 | 903 067               | 666 532               | 4 332       | 154                                     |
| Chaj-lun | 海伦市 | 769 437               | 480 216               | 4 640       | 104                                     |
| Okresy |        |                       |                       |             |                                         |
| Wang-kchuej | 望奎县 | 458 525               | 286 848               | 2 315       | 124                                     |
| Lan-si | 兰西县 | 424 562               | 308 684               | 2 485       | 124                                     |
| Čching-kang | 青冈县 | 474 422               | 287 557               | 2 681       | 107                                     |
| Čching-an | 庆安县 | 386 162               | 260 592               | 5 465       | 48                                      |
| Ming-šuej | 明水县 | 320 695               | 198 271               | 2 297       | 86                                      |
| Suej-ling | 绥棱县 | 331 343               | 211 907               | 4 312       | 49                                      |
| |        |                       |                       |             |                                         |
| Celkem | Celkem | 5 418 153             | 3 756 167             | 34 903      | 108                                     |